# 羅馬尼夫卡 (別列茲涅古瓦捷區)
47°26′7″N 32°56′41″E / 47.43528°N 32.94472°E
羅馬尼夫卡（烏克蘭語：Романівка），是烏克蘭南部的村莊，隸屬尼古拉耶夫州的巴什坦卡區。該村始建於1801年，面積0.46平方公里，海拔高度41米，2001年人口188，人口密度每平方公里406.9人。